# Gęsi i gąski

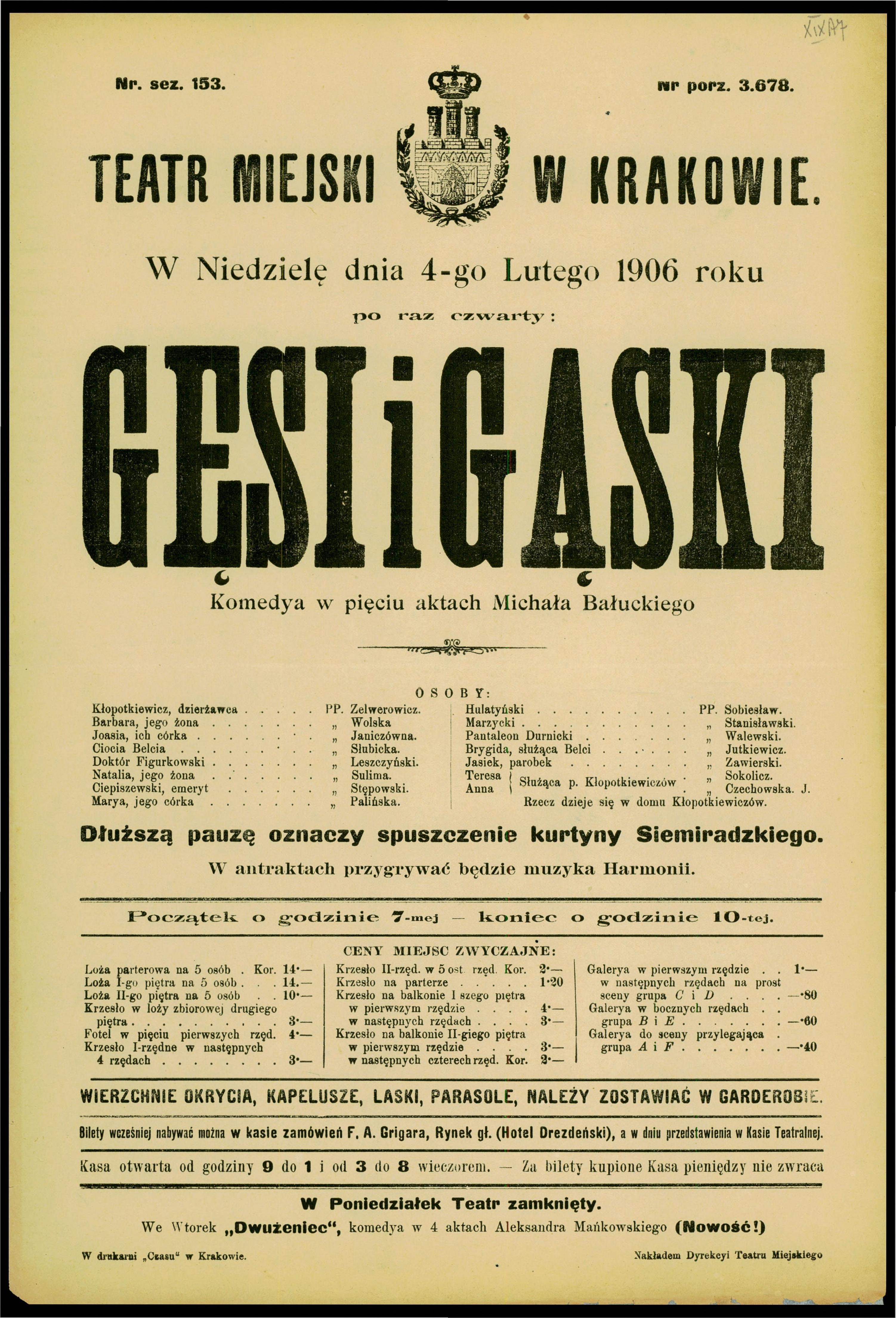
Afisz informujący o spektaklu "Gęsi i gąski" w niedzielę 4. lutego 1906, w Teatrze Miejskim w Krakowie

Gęsi i gąski – komedia Michała Bałuckiego w pięciu aktach. Prapremiera odbyła się w Krakowie 11 listopada 1882.

## Treść
Akcja rozgrywa się na wsi, w domu państwa Kłopotkiewiczów, którzy planują wydać za mąż swą córkę, Joasię, za młodego profesora Marzyckiego. Odwiedziny cioci Belci – osoby światowej i nowoczesnej, która bywała w Paryżu – wprowadzają do domu zamieszanie i rozpoczynają ciąg komicznych perypetii. Przyjaciel domu, a zarazem cyniczny komentator rzeczywistości – pan Hulatyński – określa ciocię Belcię mianem „gęsi”, co w jego definicji oznacza: 

Gęś – to u mnie kobieta żyjąca bezmyślnie, bez wyższego celu, która nie robi sobie nic z przekonania ani serca, lecz idzie na oślep za modą, zwyczajem, nawet przesądem, a przy tym jest złośliwa i uparta.

Hulatyński dzieli następnie „gęsi” na podkategorie i przyporządkowuje do nich także inne kobiety w domu Kłopotkiewiczów. Wypowiedź ta zostaje podsłuchana i trafia do uszu cioci Belci (gęś wielkoświatowa), która urażona zaczyna namawiać Joasię (młoda gąska wiejska), aby zerwała zaręczyny z Marzyckim i wyszła za mąż za Pantaleona Durnickiego - wcielenie wielkiego świata. Sam Pantaleon jednak od Joasi woli powabną doktorową Natalię (gęś z rodzaju próżnych i zalotnych lafirynd), z którą ucieka do Wiednia. Wszystko kończy się podwójnym weselem: panny Joasi z Marzyckim i pana Hulatyńskiego z panną Ciepiszewską - jedyną jego zdaniem przedstawicielką kobiet nie-gąsek.

## Inscenizacje
Wybrane przedstawienia:
- Teatr Dramatyczny w Warszawie (1919, reż. Witold Zdzitowiecki)[3]
- Teatr Polski w Poznaniu (1925, reż. Mieczysław Szpakiewicz)[3]
- Teatr Ziemi Pomorskiej w Toruniu (1937, reż. Antoni Piekarski)[3]
- Teatr Narodowy w Warszawie (1938, reż. Aleksander Zelwerowicz)[3]
- Teatr Polski w Wilnie (1983, reż. Irena Rymowicz(inne języki))[4]

## Spektakl radiowy
W 2018 r. w Polskim Radio Lublin wyemitowano słuchowisko pt. Gęsi i gąski (adaptacja Małgorzata Żurakowska)